# Bar Don Juan
Bar Don Juan é o quarto romance do escritor brasileiro Antônio Callado publicado em 1971.
Em Bar Don Juan as personagens desenvolvem um intenso debate em torno de temas relacionados com a realidade histórica brasileira: a violência do Estado, a revolução, o papel dos intelectuais, a actuação da classe popular, os senhores do poder.

## Enredo
O romance Bar Don Juan conta a derrota da esquerda face à Ditadura Militar, quando um punhado de militantes pretendeu unir a arma da crítica e a crítica das armas.

## Estrutura
O romance divide-se em três partes:
1. constituída por cinco capítulos, que servem para a apresentação das personagens que pretendem empenhar-se na luta armada contra a ditadura militar
2. tem quatro capítulos, cuja acção decorre no Estado de Mato Grosso do Sul, ponto de encontro fixado pelos guerrilheiros brasileiros e o grupo de Ernesto Che Guevara;
3. possui somente três capítulos, nos quais os sobreviventes do embate com a repressão brasileira passam a reflectir sobre esse desastre e em que, após momentos de solidão, frustração e isolamento, na imensa noite brasileira, alguns deles ressurgem, como se ainda houvesse uma ténue esperança no futuro